# Ситогідроциклонний сепаратор

Схема сито-гідроциклонної установки.

Ситогідроциклонний сепаратор — установка, яка поєднує сито (грохот) та гідроциклон і призначена для очищення бурового розчину від частинок вибуреної породи при бурінні нафтових і газових свердловин, а також отримання шламу низької вологості. Застосовується в складі циркуляційних систем бурових установок всіх класів.